# Argentinas kabinet
Argentinas kabinet består af lederne af regeringens ministerier. Præsidenten udpeger ministrene, og får dem godkendt i parlamentet.

## Medlemmer
| Portefølje                                       | Minister                       |
| ------------------------------------------------ | ------------------------------ |
| Præsident                                        | Cristina Fernández de Kirchner |
| Vicepræsident                                    | Julio Cobos                    |
| Kabinetschef                                     | Sergio Massa                   |
| Forsvarsminister                                 | Nilda Garre                    |
| Økonomi- og Finansminister                       | Carlos Fernandez               |
| Undervisningsminister                            | Juan Carlos Tedesco            |
| Minister for offentlige investeringer og service | Julio De Vido                  |
| Udenrigsminister                                 | Jorge Enrique Taiana           |
| Sundhedsminister                                 | Graciela Ocana                 |
| Indenrigsminister                                | Florencio Randazzo             |
| Arbejds-, Beskæftigelse og Socialminister        | Carlos Tomada                  |
| Produktionsminister                              | Debora Giorgi                  |
| Forsknings- og Teknologiminister                 | Lino Baranao                   |
| Social Udviklinsminister                         | Alicia Kirchner                |

## Eksterne Henvisninger/Kilder
CIA – World Leaders Arkiveret 15. januar 2009 hos  Wayback Machine